# Bataille de Kawkareik
Guerre civile de 2021-2023 en Birmanie
Batailles
- Conflit armé birman
- Coup d'État de 2021 en Birmanie
- Manifestations de 2021-2022 en Birmanie
  - Mort de Mya Thwe Thwe Khine (en)
  - Mort de Kyal Sin (en)

Théâtres :
- Chin (en)
- Zone sèche (en)
- État de Rakhine (en)

Violences et affrontements précoces :
- Tentative d'assassinat de Bai Yingneng (en)
- Hlaingthaya
- Alaw Bum
- Kalay
- Thapyayaye
- Taze (en)
- Pégou
- Naungmon (en)
- Thaw Le Hta
- Mindat (en)
- Muse (en)
- Mandalay (en)
- Myin Thar (en)
- Myawaddy (en)
- Tabayin (en)
- 1re Demoso
- 1re Loikaw (en)

Campagne de 2021-2022 :
- Kachinthay (en)
- Lay Kay Kaw (en)
- Hnan Khar (en)
- Mo So
- Chindwin (en)
- 2e Demoso (en)
- 2e Loikaw (en)
- Thantlang
- Mon Taing Pin (en)
- Pekon (en)
- Let Yet Kone
- Khin-U (en)
- Assassinat de Ohn Thwin
- Kawkareik
- Meurtre de Saw Tun Moe (en)
- Hpakant
- Ti Bwar

Campagne de 2023-2024 :
- Tar Taing
- Pazigyi
- Pinlaung (en)
- Mese (en)
- Shwe Kokko
- Kanaung
- Laiza
- Taungthaman (en)
- 1027
  - Chinshwehaw (en)
  - Namhsan (en)
  - Laukkai
  - Kaladan
  - Lashio
- 3e Loikaw (en)
  - 1107
- Kyindwe (en)
- Kachin (en)
  - Bhamo (en)
- Myawaddy
- Rakhine
  - Buthidaung (en)
  - Byian Phyu
  - Ann
- Confrérie Chin (en)
- Assassinat d'Ashin Munindabhivamsa (en)
- Budalin
- Myingyan (en)
- Bhamo (en)
- Ngape (en)

La bataille de Kawkareik, ou siège de Kawkareik, est survenue fin octobre 2022 lorsque l'Armée Karen de libération nationale (KNLA) a intensifié les combats dans le sud-est de la Birmanie et a assiégé la capitale du district de Kawkareik. À l'époque, il s'agissait de la première prise d'une grande ville par les forces anti-junte depuis la reprise de la guerre civile.
Les combats ont éclaté le 21 octobre avec une série d'attaques surprises sur la route d'Asie menant à Kawkareik et contre des bureaux gouvernementaux dans la ville. Les forces de résistance n'ont pas pu prendre les zones urbaines en raison des frappes aériennes et d'artillerie de la junte. Les bombardements d'artillerie lourde et les frappes aériennes de la junte ont ciblé la base de la garnison militaire dans le quartier 2, tandis que les forces rebelles se sont engagées dans une bataille près du bureau du Département de l'administration générale (en) dans le quartier 7. Selon le KNLA, leur objectif était d'attirer des renforts des positions environnantes de la junte et ne devait jamais prendre la ville.

## Contexte
En 2021, la junte du Conseil administratif d'État a pris le pouvoir lors du coup d'État de 2021, déclenchant une guerre civile entre le gouvernement d'unité nationale (NUG) déchu et renouvelant le conflit Karen (en) de longue date. L'Armée Karen de libération nationale (KNLA), la branche armée de l'Union nationale karen (KNU), a lancé des attaques dans le district de Myawaddy et à Lay Kay Kaw (en) dès avril 2021.
En août 2022, le KNLA a mené des attaques contre le commissariat de police du district de Kawkareik et le bureau du département de l'administration générale à Kawkareik.

## Bataille
Le siège de Kawkareik a commencé après un appel à l'action du NUG à la mi-octobre. Les Forces de défense populaires (PDF) locales du NUG ont travaillé avec les forces rebelles Karen dans la bataille.
La bataille elle-même a été initiée par Boh (lieutenant) L Say Warr, qui sert l'armée Kaw Thoo Lei (KTLA), un groupe créé en juillet 2022. Il a auparavant servi dans l'Organisation de défense nationale Karen (en) (KNDO), la première branche armée de la KNU.
Le 21 octobre 2022, vers 7 h 0 du matin, les forces de l'armée Kaw Thoo Lei (KTLA) ont lancé une attaque surprise dans la municipalité de Kawkareik, ciblant les bureaux de police, les péages et les bureaux administratifs de la junte. Le bataillon d'infanterie légère 97 de la junte a répondu avec des obus de mortier, tuant une personne et blessant deux civils, et endommageant des maisons et des monastères. Des témoins oculaires ont rapporté que des avions de l'armée de l'air birmane avaient survolé et bombardé la route asiatique 1, à l'est de la ville. Des combats ont éclaté dans diverses parties de la ville, impliquant les forces du PDF et du KNLA. La junte a répondu par des bombardements d'artillerie lourde et des frappes aériennes, tuant trois civils et en blessant au moins 15. Selon les rebelles, la ville était encerclée et patrouillée par la coalition rebelle conjointe dans l'après-midi.
Les bombardements d'artillerie lourde et les frappes aériennes de la junte ont ciblé la base de la garnison militaire du quartier 2 tandis que les forces rebelles s'engageaient dans une bataille près du bureau du Département de l'administration générale dans le quartier 7, à 1,1 km au nord. La junte a continué son bombardement de la ville, ciblant le quartier 7 de Kawkareik, détruisant ainsi les maisons civiles. Les troupes du régime stationnées dans les villages voisins de Kamaigone, Kawnwet et Ywarthit se sont retirées pour défendre Kawkareik.
En fin de journée, les forces rebelles se sont repliées vers l'est. Comme lors de la bataille de Loikaw en juillet 2022 (en), les frappes aériennes de la junte et ses multiples systèmes de lance-roquettes ont empêché les forces de résistance bien armées de prendre les zones urbaines. Cependant, selon le lieutenant-colonel Saw Yan Naing de la brigade 6 du KNLA, l'objectif de l'attaque était de forcer la junte à se retirer de ses positions dans les villages au sud de Kawkareik, et non de prendre la ville. La chaîne d'État MRTV (en) a rapporté que l'armée avait chassé les rebelles, que la chaîne d'information a qualifiés de terroristes, après que les rebelles ont tiré des obus d'artillerie sur Kawkareik pour détruire les logements du personnel gouvernemental.

### Escarmouches continues
Les combats se sont poursuivis à l'est de la ville, près de la cascade de Tamaw. Le 25 novembre, les forces rebelles ont affronté les forces de la junte sur la route d'Asie, à l'est de Kawkareik, et deux véhicules ont été incendiés à la suite de la fusillade. La route d'Asie est restée fermée en raison des combats jusqu'au 26 novembre 2023. La KTLA a averti les voyageurs de leur demander d'abord la permission par mesure de précaution, citant que des combats se poursuivaient sur l'autoroute.
Le 28 octobre, des frappes aériennes de la junte dans le cadre de la poursuite des combats près de Kawkareik ont frappé et endommagé un barrage.